# Neuwald (Gemeinde Aspangberg-St. Peter)
Neuwald ist ein Ortsteil der Gemeinde Aspangberg-St. Peter in Niederösterreich.

## Geografie
Der aus dem Dorf Mariensee, den Streusiedlungen St. Peter am Wechsel, Außerneuwald, Innerneuwald und Mitterneuwald sowie zahlreichen Einzellagen bestehende Ortsteil befindet sich nordöstlich am Abfall des Hochwechsels und anschließend im Tal des Großen Pestingbaches.

## Geschichte
Laut Adressbuch von Österreich waren im Jahr 1938 in Neuwald ein Bäcker, ein Schuster und zahllose Landwirte ansässig.

## Kultur und Sehenswürdigkeiten
- Katholische Pfarrkirche St. Peter am Neuwald